# 電弧焊
电弧焊是利用电弧作为热源的熔焊方法，简称弧焊。其基本原理是利用电弧是在大电流（10至200A）以及低电压（10至50V）条件下通过一电离气体时放电所产生的热量，来熔化焊条与工件使其在冷凝后形成焊缝。按其自动化程度可分为：
- 手工电弧焊
- 半自动电弧焊
- 自动电弧焊

按其工艺可大致分为：
- 钨极气体保护电弧焊
- 熔化极气体保护电弧焊
- 埋弧焊
- 等离子体电弧焊